# Fuita de seus socials de Catalunya de 2017
Es coneix com a fuita de seus socials un conjunt d'actuacions iniciades a partir de l'octubre de 2017 per part de més de 3.000 empreses que, davant del procés d'independència català, plantejaren traslladar la seu social a fora de Catalunya. Alguns diaris compararen la situació amb el denominat efecte Mont-real que succeí al Canadà però en menor afectació a Catalunya. Al desembre de 2017 però, tal com es mostra al Butlletí Oficial del Registre Mercantil (Borme), tan sols poques més de 300 empreses (un 12% de les que van iniciar el procés) han seguit tots els passos perquè el trasllat sigui efectiu. Aquesta fuita va començar el 5 d'octubre quan les dues principals entitats financeres del país, CaixaBank i el Banc de Sabadell, van anunciar que canviarien la seu social a Palma i Alacant, respectivament. Finalment CaixaBank va traslladar la seva seu a València. Per tal de facilitar aquests trasllats, el Govern d'Espanya va aprovar un decret llei específic. Anteriorment de les declaracions per part d'aquestes dues entitats financeres, l'empresa biotecnològica Oryzon ja havia traslladat la seva seu fora de Catalunya cap a Madrid. El president del comitè d'empresa de SEAT va denunciar pressions polítiques i monàrquiques per motivar-la a canviar la seu.
Paral·lelament i contrari a la fuita de seus, durant aquest període de fuita, unes 132 empreses de fora de Catalunya anunciaren el trasllat per tal de portar la seva seu social a Catalunya, de les quals 73 han complert el procés de trasllat (un 55% de les que ho anunciaren).

## Esdeveniments

### Antecedents

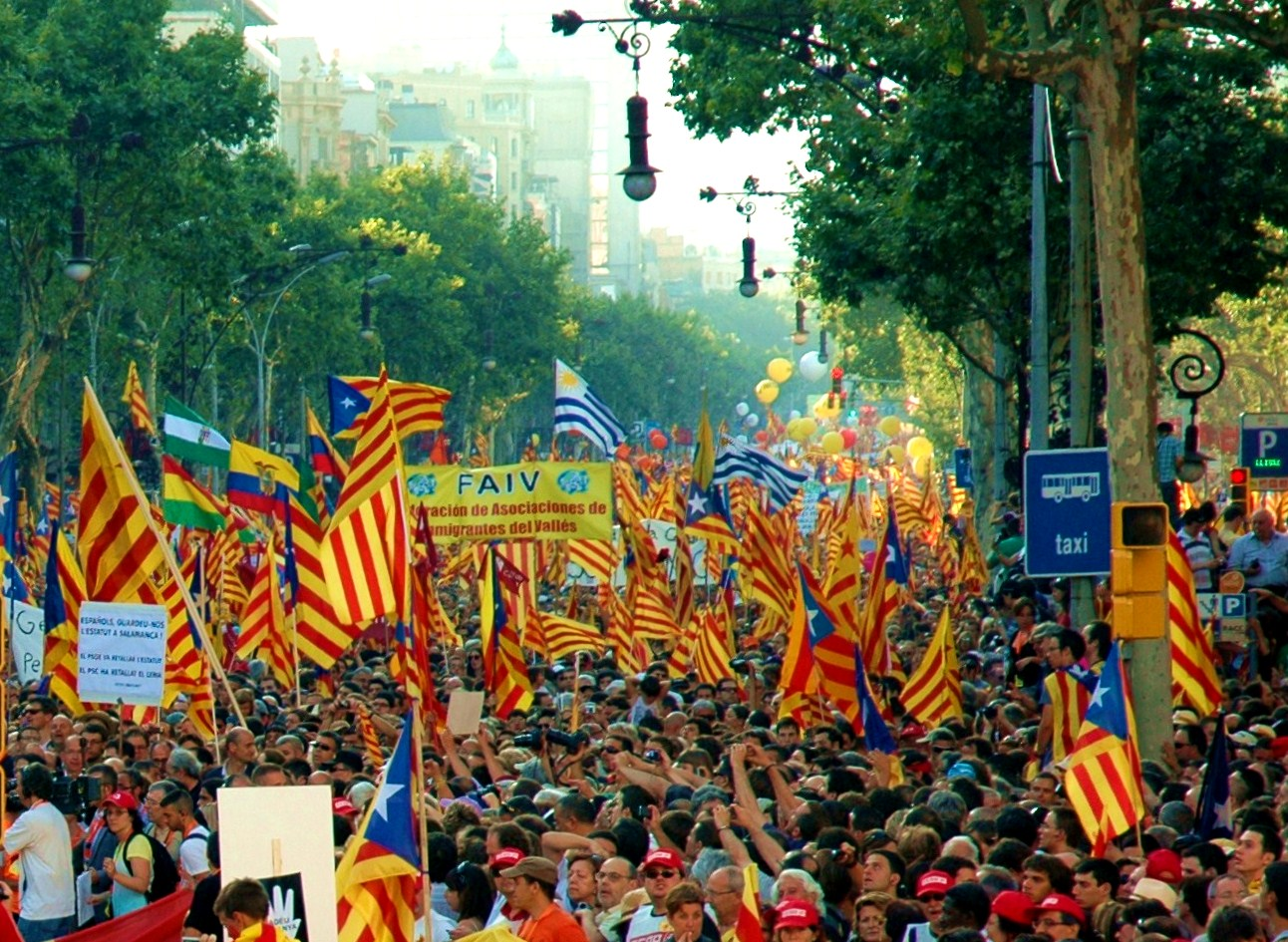
Manifestació independentista al Passeig de Gràcia de Barcelona.

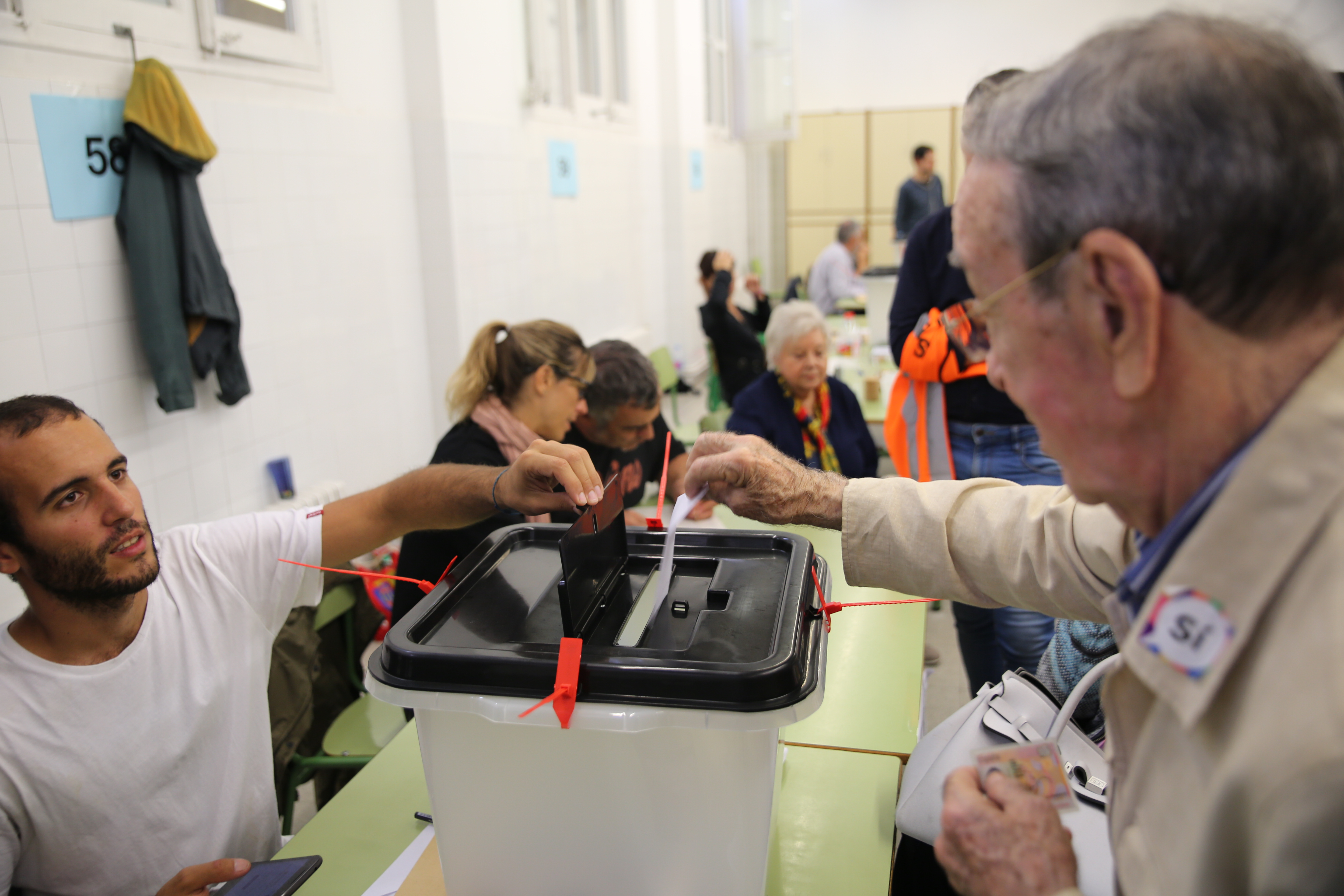
Votacions durant el Referèndum de l'1 d'octubre.

Com a resultat de la segona retallada de l'Estatut de Catalunya de 2006, conseqüència d'una resolució del recurs d'inconstitucionalitat efectuat pel Tribunal Constitucional espanyol sobre el seu text, es va realitzar una manifestació a Barcelona el 10 de juliol del 2010 amb el lema «Som una nació. Nosaltres decidim» amb el suport de la majoria dels partits polítics representats al Parlament de Catalunya (excepte pel PPC i C's), així com dels sindicats i prop de 1.600 entitats.
La manifestació, la més multitudinària de la història de Catalunya fins aquella data, va aplegar entre 1,1 milions de persones segons la Guàrdia Urbana i 1,5 segons Òmnium Cultural, i va ésser un clam per la independència i el dret del poble de Catalunya a decidir el seu futur.
A partir d'aquell moment, l'independentisme català va anar guanyant partidaris, fins que el 6 d'octubre de 2016 el Parlament de Catalunya va aprovar una resolució en la qual instava el Govern de Catalunya a celebrar un referèndum vinculant sobre la independència de Catalunya, a tot tardar, al setembre del 2017, amb una pregunta clara i de resposta binària. En aquesta mateixa resolució, també s'instava al Govern a impulsar el procés constituent i a preparar les estructures d'estat en matèria de gestió tributària i fiscal, educació, prestacions socials, entre d'altres. Finalment, aquest referèndum es va celebrar el dia 1 d'octubre de 2017.
Després de la publicació dels resultats, es va anunciar que la participació havia estat de 2.286.217 (participació del 43,03% dels electors), amb un total de 2.044.038 vots a favor del sí (el 90,18%); i només 177.547 a favor del no (el 7,83%).
Tot i així, des de l'inici del procés d'independència de Catalunya, moltes empreses van decidir canviar la seva seu social, preferentment per traslladar-se a Madrid. En el període comprès entre el 2010 i el 2013, 1.060 empreses van deixar Catalunya per allotjar-se a la capital d'Espanya.

### Fuita de seus

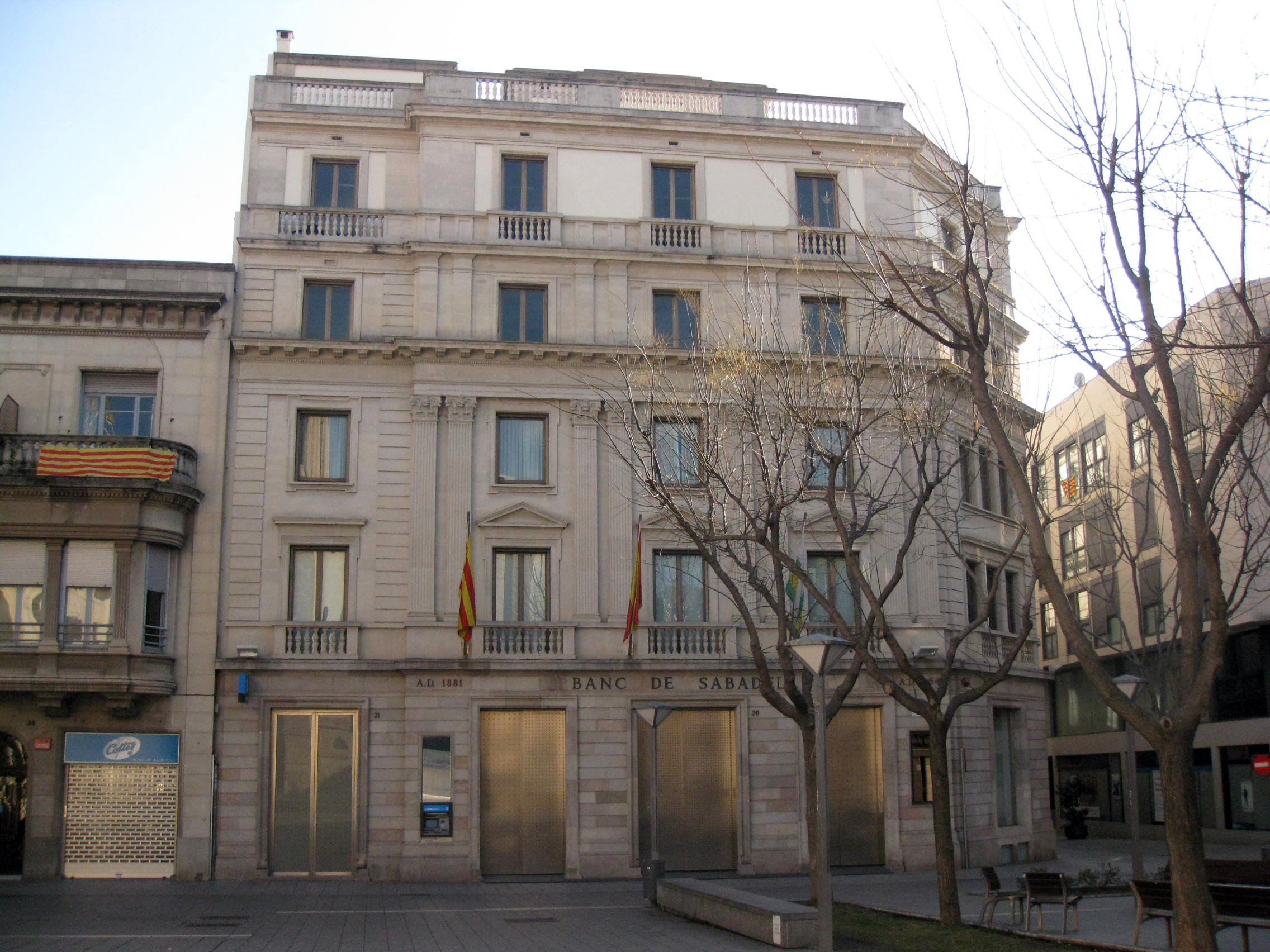
Edifici històric del Banco de Sabadell a la cocapital del Vallès Occidental.

El 2 d'octubre, l'endemà del Referèndum sobre la independència de Catalunya, diverses empreses de l'Estat, com Renfe, Adif, Ports de l'Estat, RTVE van treure milers de milions de dipòsits de CaixaBank i el Banc de Sabadell, i el 6 d'octubre el govern de l'estat va aprovar un reial decret-llei per facilitar el trasllat exprés de les empreses de Catalunya, i tant Banco de Sabadell com CaixaBank van anunciar que canviarien d'emplaçament les seves seus socials. Els dos bancs, que els dies anteriors havien patit caigudes en borsa, van exposar que la sortida de la Unió Europea provocaria que deixessin de trobar-se sota el paraigües del Banc Central Europeu. El mateix dia que es confirmava que CaixaBank movia la seu social a Palma, l'empresa Gas Natural, establerta a Catalunya des del 1843 i participada en un 24,4% per Criteria, va explicar que traslladava la seva seu a Madrid. Aquell mateix dia 6 empreses com Abertis, Freixenet, Dogi, Arquia o el Banc Mediolanum van avisar que proposarien mesures similars.
El dia 7, tot i que els propietaris de CaixaBank havien assegurat que el trasllat a Mallorca era per assegurar-se el suport del BCE, la Fundació "la Caixa" també va anunciar que canviaria la seva seu social a l'illa balear. Segons van anunciar, aquesta decisió seguiria vigent mentre es mantingués la situació actual que vivia Catalunya. Criteria, participada al 100% per La Caixa, també va ser recol·locada a Palma.
El 9 d'octubre, les empreses Abertis, Colonial i Cellnex van aprovar el trasllat de les seves seus a Madrid mitjançant els seus respectius consells d'administració.
El dia 18 s'havien canviat de seu a fora de Catalunya unes 691 empreses. El nombre d'empreses que feren aquest canvi assolí el màxim a l'octubre i baixà considerablement en els mesos posteriors. Grans empreses com Grifols, Mango o la farmacèutica Uriach no tenen previst de canviar la seu.
El gener de 2018 continuà havent canvi de seus socials presumptament a causa del procés independentista.

## Principals empreses afectades

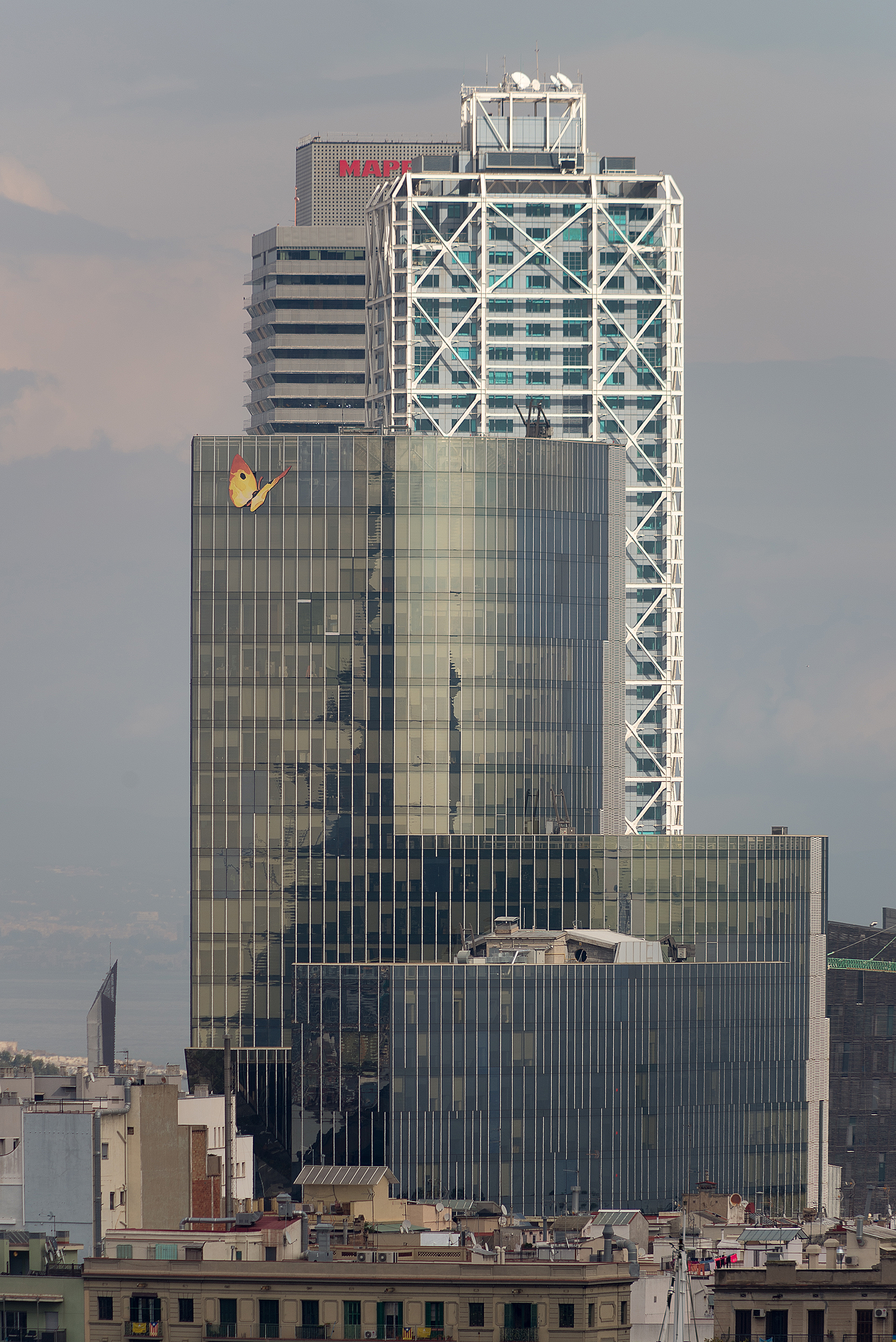
Edifici principal de Gas Natural a Barcelona.

A continuació segueix un llistat amb les empreses més destacades que varen decidir canviar la seva seu social a conseqüència de la possibilitat que el Parlament de Catalunya aprovés la Declaració d'independència i d'altres empreses que, després que el dia 10 d'octubre el President de la Generalitat declarés que "proposen la suspensió, durant unes setmanes, de la declaració d'independència per entrar en una etapa de diàleg", varen traslladar la seva seu social:
| Any  | Dia            | Empresa                 | Ciutat destí    | Referència    |
| ---- | -------------- | ----------------------- | --------------- | ------------- |
| 2017 | 4 d'octubre    | Oryzon                  | Madrid          | [ 11 ]        |
| 2017 | 5 d'octubre    | Banc de Sabadell        | Alacant         | [ 40 ]        |
| 2017 | 5 d'octubre    | Eurona                  | Madrid          | [ 41 ]        |
| 2017 | 5 d'octubre    | Proclinic Expert        | Saragossa       | [ 42 ]        |
| 2017 | 6 d'octubre    | CaixaBank               | València        | [ 8 ] [ 9 ]   |
| 2017 | 6 d'octubre    | Gas Natural             | Madrid          | [ 33 ]        |
| 2017 | 6 d'octubre    | Banco Mediolanum        | València        | [ 43 ]        |
| 2017 | 6 d'octubre    | Arquia Banca            | Madrid          | [ 44 ]        |
| 2017 | 6 d'octubre    | Dogi                    | Madrid          | [ 45 ]        |
| 2017 | 6 d'octubre    | Service Point           | Madrid          | [ 46 ]        |
| 2017 | 7 d'octubre    | La Caixa                | Palma           | [ 34 ]        |
| 2017 | 7 d'octubre    | Criteria                | Palma           | [ 34 ]        |
| 2017 | 7 d'octubre    | Aigües de Barcelona     | Madrid          | [ 47 ]        |
| 2017 | 7 d'octubre    | Lleida.net              | Madrid          | [ 48 ]        |
| 2017 | 9 d'octubre    | Abertis                 | Madrid          | [ 35 ]        |
| 2017 | 9 d'octubre    | Immobiliària Colonial   | Madrid          | [ 35 ]        |
| 2017 | 9 d'octubre    | Cellnex                 | Madrid          | [ 35 ]        |
| 2017 | 9 d'octubre    | Cerveses San Miguel     | Màlaga          | [ 35 ]        |
| 2017 | 9 d'octubre    | MRW                     | València        | [ 35 ] [ 49 ] |
| 2017 | 9 d'octubre    | MGS Seguros             | Saragossa       | [ 35 ]        |
| 2017 | 9 d'octubre    | GVC Gaesco              | Madrid          | [ 50 ]        |
| 2017 | 9 d'octubre    | Torraspapel             | Madrid          | [ 51 ]        |
| 2017 | 10 d'octubre   | Catalana Occident       | Madrid          | [ 52 ]        |
| 2017 | 10 d'octubre   | Grupo Planeta           | Madrid          | [ 53 ]        |
| 2017 | 10 d'octubre   | Grupo Indukern          | Madrid          | [ 54 ]        |
| 2017 | 10 d'octubre   | eDreams Odigeo          | Madrid          | [ 55 ]        |
| 2017 | 11 d'octubre   | Bimbo Iberia            | Madrid          | [ 56 ]        |
| 2017 | 11 d'octubre   | Axa Vida i Axa Pensions | Bilbao          | [ 57 ]        |
| 2017 | 11 d'octubre   | Idilia Foods            | València        | [ 58 ]        |
| 2017 | 11 d'octubre   | Applus+                 | Madrid          | [ 59 ]        |
| 2017 | 15 d'octubre   | Ballenoil               | Madrid          | [ 60 ]        |
| 2017 | 16 d'octubre   | Codorníu                | Haro (La Rioja) | [ 61 ]        |
| 2017 | 16 d'octubre   | TAB Spain               | Madrid          | [ 62 ]        |
| 2017 | 17 d'octubre   | Pastas Gallo            | El Carpio       | [ 63 ] [ 64 ] |
| 2017 | 17 d'octubre   | La Bruixa d'Or          | Pamplona        | [ 65 ] [ 64 ] |
| 2017 | 18 d'octubre   | Zurich Espanya          | Madrid          | [ 66 ]        |
| 2017 | 18 d'octubre   | Volotea                 | Astúries        | [ 67 ]        |
| 2017 | 18 d'octubre   | Laboratoris Ordesa      | Osca            | [ 68 ]        |
| 2017 | 20 d'octubre   | Ciments Molins          | Madrid          | [ 69 ]        |
| 2017 | 27 d'octubre   | Allianz                 | Madrid          | [ 70 ]        |
| 2017 | 27 d'octubre   | Agile Content           | Madrid          | [ 71 ]        |
| 2017 | 10 de novembre | Torrot                  | Saragossa       | [ 70 ]        |
| 2017 | 16 de novembre | Hotusa                  | Madrid          | [ 72 ]        |
| 2017 | 5 de desembre  | Argal                   | Saragossa       | [ 3 ]         |
| 2017 | 5 de desembre  | Pirelli Espanya         | València        | [ 3 ]         |
| 2018 | 5 de gener     | Instituto Dexeus        | Madrid          | [ 73 ]        |
| 2018 | 8 de gener     | Fichet                  | Madrid          | [ 74 ]        |

## Retorn de les seus socials
Aigües de Barcelona va retornar en setembre de 2018 Laboratoris Ordesa en octubre del 2018 i Ciments Molins en desembre de 2024.